# Oxynetra confusa
Oxynetra confusa is een vlinder uit de familie van de dikkopjes (Hesperiidae). De wetenschappelijke naam van de soort is voor het eerst geldig gepubliceerd in 1888 door Otto Staudinger.